# Міжнародне геомагнітне аналітичне поле

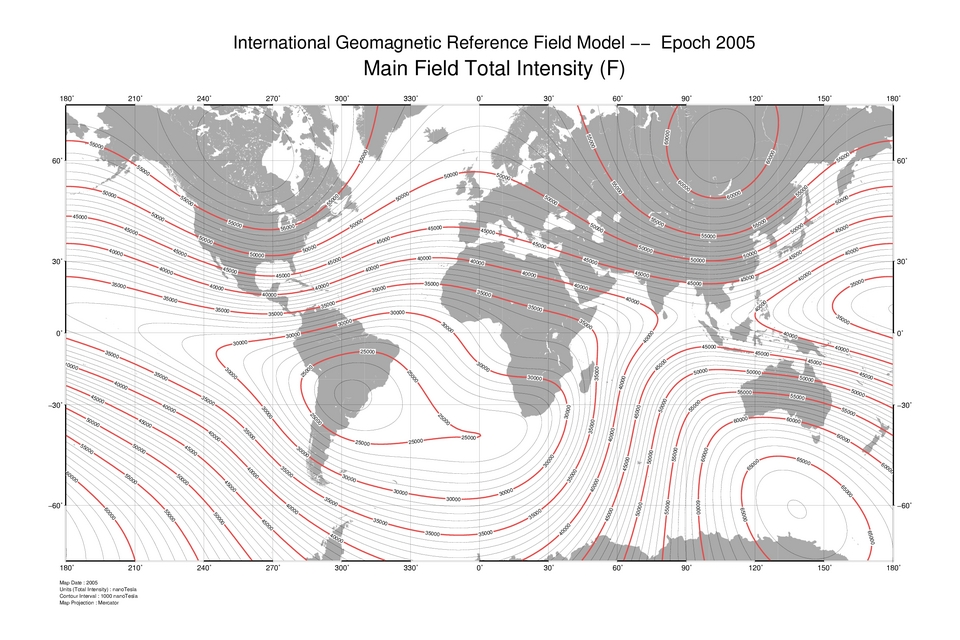
Модуль вектора магнітного поля для IGRF2005

Міжнародне геомагнітне аналітичне поле (IGRF, від англ. International Geomagnetic Reference Field) — міжнародна модель або серія моделей середнього глобального магнітного поля Землі, що враховує його вікову варіацію.

## Визначення
Вектор магнітного поля B визначається через градієнт деякого скалярного потенціалу, заданого в геоцентричних координатах:
{\displaystyle \mathbf {B} =-\operatorname {grad} V=-\left\{{\frac {\partial V}{\partial r}};{\frac {1}{r}}{\frac {\partial V}{\partial \theta }};{\frac {1}{r\sin \theta }}{\frac {\partial V}{\partial \lambda }}\right\},}
де одиничні вектори {\displaystyle \mathbf {e} _{\lambda },\mathbf {e} _{\theta },\mathbf {e} _{r}} спрямовані в бік збільшення довготи, широти і до центру Землі (протилежно до збільшення вектора відстані) відповідно.
Сам потенціал V визначається через розкладання за сферичними гармоніками:
{\displaystyle V(r,\lambda ,\theta ,t)=a\sum _{\ell =1}^{L}\sum _{m=0}^{\ell }\left({\frac {a}{r}}\right)^{\ell +1}\left(g_{\ell }^{m}(t)\cos m\lambda +h_{\ell }^{m}(t)\sin m\lambda \right)P_{\ell }^{m}\left(\cos \theta \right),}
де {\displaystyle r} — геоцентрична відстань,
{\displaystyle \lambda } — геоцентрична довгота,
{\displaystyle \theta } — геоцентрична полярна відстань (коширота),
{\displaystyle a} — середній екваторіальний радіус Землі, що дорівнює 6371,2 км,
{\displaystyle t} — час,
{\displaystyle P_{\ell }^{m}\left(\cos \theta \right)} — приєднані поліноми Лежандра, нормовані за правилом Шмідта,
{\displaystyle g_{\ell }^{m}} і {\displaystyle h_{\ell }^{m}} — коефіцієнти Гаусса, що визначаються спеціальною групою Working Group V-MOD Міжнародної асоціації геомагнетизму та аерономії (IAGA) на основі вимірів наземних станцій, кораблів, літаків і штучних супутників Землі.

Набір коефіцієнтів Гаусса повністю визначає описувану модель геомагнітного поля. В сучасних моделях розкладання обмежується коефіцієнтами від 1-го до 13-го степеня і від 0-го до 13-го порядку (в прогностичній варіації від 1-го до 8-го і від 0-го до 8-го відповідно), округлених до 0,1 нТл . Модель не описує дрібномасштабних просторових варіацій магнітного поля, які переважно зумовлені локальним магнетизмом земної кори. Кутову роздільність моделі можна оцінити як {\displaystyle 360^{\circ }/{\sqrt {13\cdot 14}}\approx 27^{\circ },} що відповідає довжині дуги великого кола ~3000 км. 

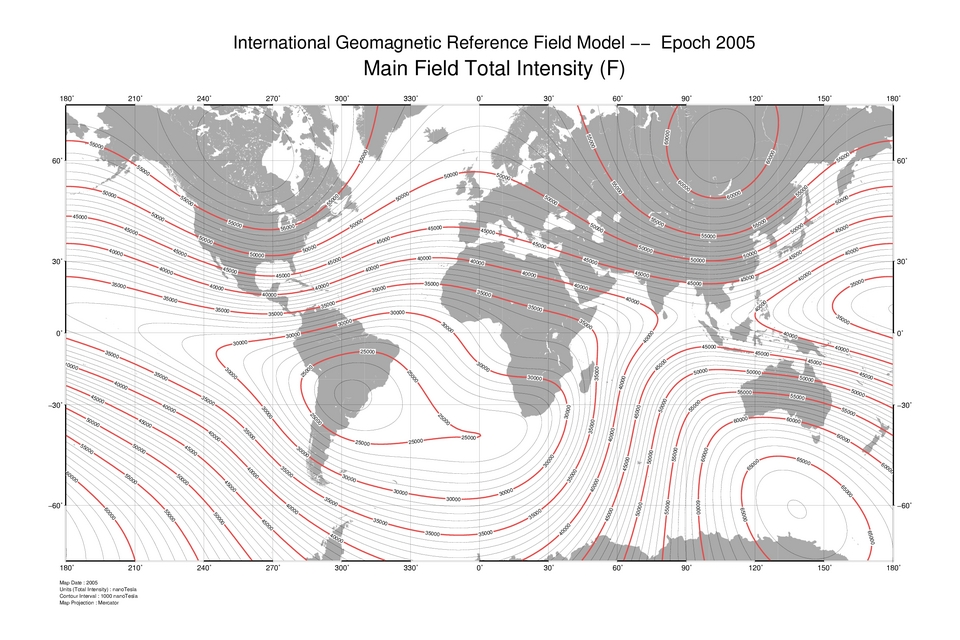
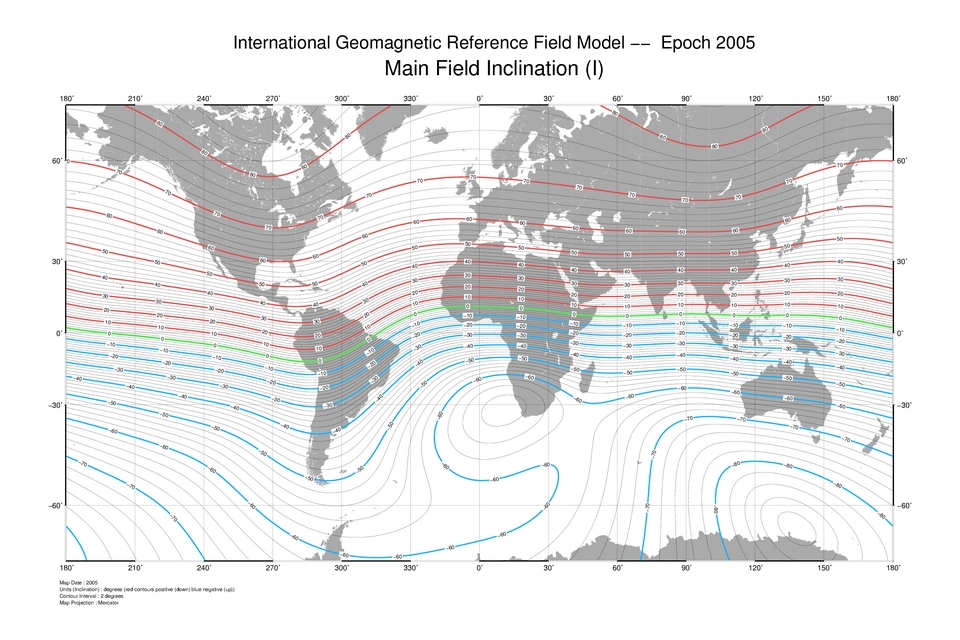
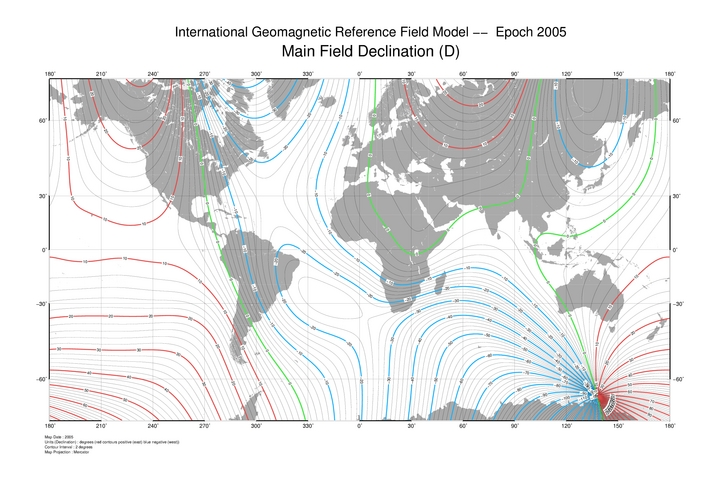
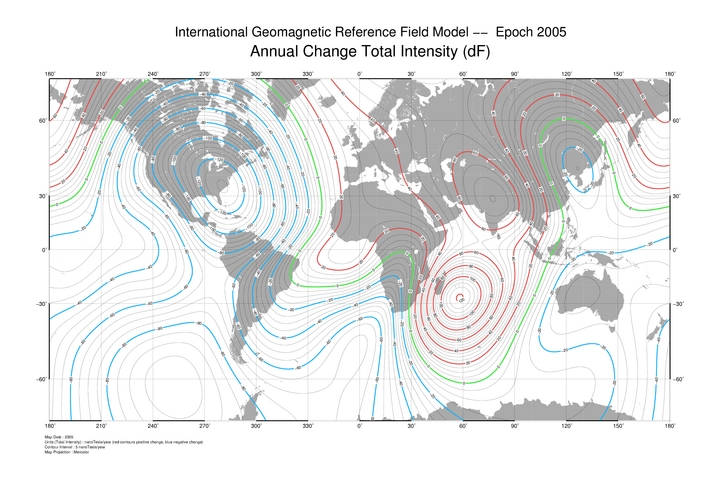
Модуль вектора (IGRF-10), вгорі - основне поле, внизу - варіація
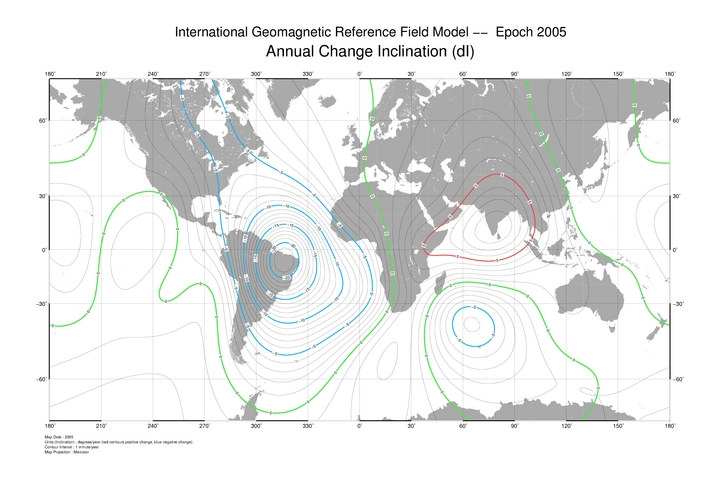
I-компонента (IGRF-10), вгорі - основне поле, внизу - варіація
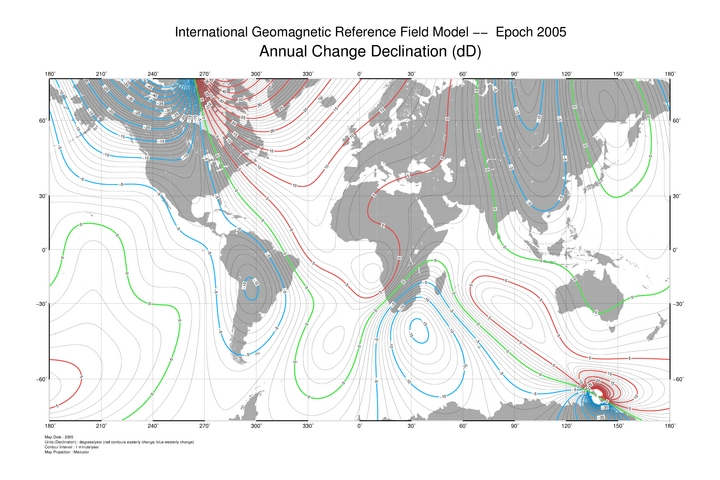
D-компонента (IGRF-10), вгорі - основне поле, внизу - варіація

## Історія
Математична модель магнітного поля Землі, виражена вищенаведеною формулою розкладання потенціалу за сферичними гармоніками, була розвинена К. Гауссом 1838 року в його роботі «Загальна теорія земного магнетизму». У цій же публікації Гаусс на підставі магнітних вимірювань у 91 пункті земної кулі вперше вивів набір коефіцієнтів розкладання геомагнітного поля, аналогічний сучасній моделі IGRF.
Модель IGRF налічує 12 поколінь, останнє затверджене відноситься до 2015 року.
| Назва   | Застосовна до періоду | На основі вимірювань у період | Рік випуску |
| ------- | --------------------- | ----------------------------- | ----------- |
| IGRF-12 | 1900.0-2020.0         |                               | 2015        |
| IGRF-11 | 1900.0-2015.0         | 1945.0-2005.0                 | 2010        |
| IGRF-10 | 1900.0-2010.0         | 1945.0-2000.0                 | 2005        |
| IGRF-9  | 1900.0-2005.0         | 1945.0-2000.0                 | 2003        |
| IGRF-8  | 1900.0-2005.0         | 1945.0-1990.0                 | 2000        |
| IGRF-7  | 1900.0-2000.0         | 1945.0-1990.0                 | 1997        |
| IGRF-6  | 1945.0-1995.0         | 1945.0-1985.0                 | 1992        |
| IGRF-5  | 1945.0-1990.0         | 1945.0-1980.0                 | 1988        |
| IGRF-4  | 1945.0-1990.0         | 1965.0-1980.0                 | 1987        |
| IGRF-3  | 1965.0-1985.0         | 1965.0-1975.0                 | 1982        |
| IGRF-2  | 1955.0-1980.0         | -                             | 1975        |
| IGRF-1  | 1955.0-1975.0         | -                             | 1971        |